# アンソニー・グレイ (第3代ルーカス男爵)

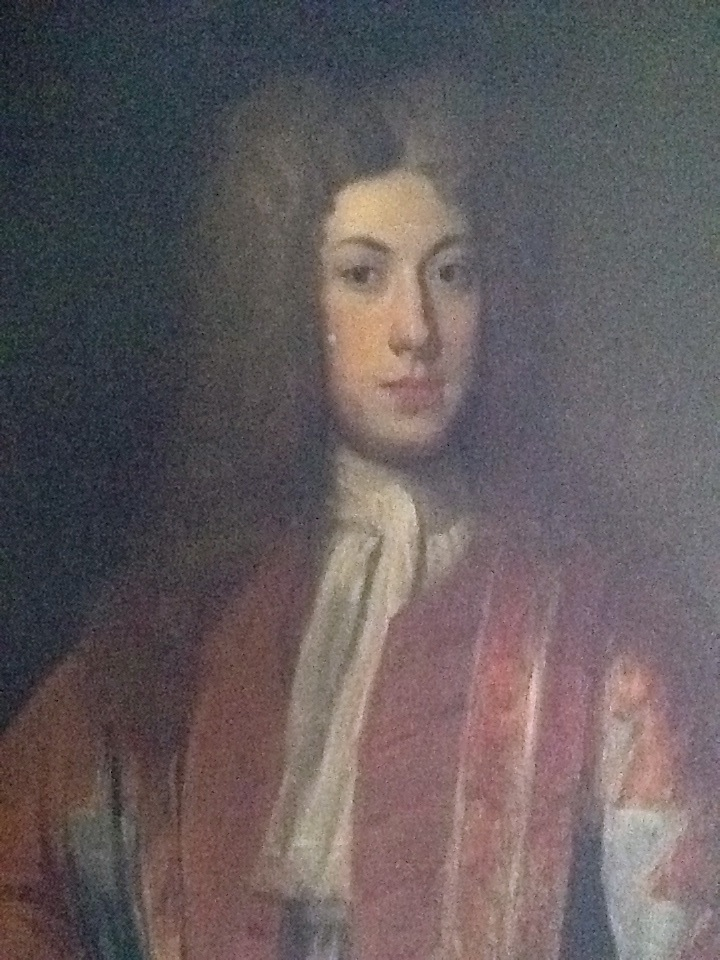

第3代ルーカス男爵アンソニー・グレイ（英語: Anthony Grey, 3rd Baron Lucas、1695年2月21日 – 1723年7月21日）は、イギリスの貴族。ハロルド伯爵の儀礼称号を使用した。ホイッグ党所属。

## 生涯
初代ケント公爵ヘンリー・グレイとジェマイマ・クルーの息子として、1695年2月21日に生まれ、3月2日にフリットンで洗礼を受けた。
1718年2月17日/4月17日、メアリー・タフトン（1701年7月6日 – 1785年2月12日、第6代サネット伯爵トマス・タフトンの娘）と結婚した。
1718年11月8日、繰上勅書により父からルーカス男爵の爵位を継承した。
1720年から1723年までジョージ1世の寝室侍従を務めた。
1723年7月21日にレストで死去、ルーカス男爵の爵位は父が再び継承した。死因はオオムギの花穂をのどに詰まらせての事故死とされた。